# Hyalomis platyleuca
Hyalomis platyleuca là một loài bướm đêm thuộc phân họ Arctiinae, họ Erebidae.